# Щепье
Щепье — посёлок в Бабаевском районе Вологодской области.
Входит в состав Дубровского сельского поселения, с точки зрения административно-территориального деления — в Дубровский сельсовет.
Расположен при впадении реки Мерёжка в Чагодощу. Расстояние по автодороге до районного центра Бабаево составляет 44 км, до центра муниципального образования деревни Дубровка — 7 км. Ближайшие населённые пункты — Иевково, Костяй, Слудно.
Население по данным переписи 2002 года — 45 человек (20 мужчин, 25 женщин). Всё население — русские.